# Ötztal (stacja kolejowa)
Ötztal – stacja kolejowa w Ötztal, w kraju związkowym Tyrol, w Austrii. Znajdują się tu 4 perony.